# Coenypha
Coenypha es un género de arañas cangrejo de la familia Thomisidae. Fue descrito por el aracnólogo francés Eugène Simon en 1895.

## Especies
- Coenypha antennata (Tullgren, 1902)
- Coenypha ditissima (Nicolet, 1849)
- Coenypha edwardsi (Nicolet, 1849)
- Coenypha foliacea Machado & Grismado, 2023
- Coenypha nodosa (Nicolet, 1849)
- Coenypha trapezium Machado & Grismado, 2023